# Lejkownik pępówkowaty
Lejkownik pępówkowaty (Pseudoclitocybe obbata (Fr.) Singer) – gatunek grzybów z rodziny Pseudoclitocybaceae.

## Systematyka i nazewnictwo
Pozycja w klasyfikacji według Index Fungorum: Pseudoclitocybe, Pseudoclitocybaceae, Agaricales, Agaricomycetidae, Agaricomycetes, Agaricomycotina, Basidiomycota, Fungi.
Po raz pierwszy takson ten zdiagnozował w 1838 r. Elias Fries nadając mu nazwę Agaricus obbata. Obecną, uznaną przez Index Fungorum nazwę nadał mu w 1961 r. Rolf Singer.
Synonimy::
- Agaricus obbatus Fr. 1838
- Cantharellula obbata (Fr.) Bousset 1939
- Clitocybe obbata (Fr.) Quél. 1872
- Omphalia obbata (Fr.) Kühner & Romagn. 1953

Nazwę polską zaproponował Władysław Wojewoda w 2003 r.

## Występowanie i siedlisko
Podano występowanie lejkownika pępówkowatego w Ameryce Północnej, niektórych krajach Europy i w Japonii. W. Wojewoda w zestawieniu wielkoowocnikowych grzybów podstawkowych Polski przytacza tylko jedno stanowisko i to przedwojenne (Elbląg 1913). Później nie był już w Polsce notowany. W. Wojewoda sugeruje, że być może jest to gatunek w Polsce wymarły. W internetowym atlasie grzybów w 2015 i 2016 r. podano jednak dwa zweryfikowane stanowiska tego gatunku. Znajduje się na liście gatunków zagrożonych wartych objęcia ochroną.
Grzyb saprotroficzny. Na stanowiskach w Polsce występował w lasach iglastych w Elblągu, w trawie na obrzeżu Puszczy Knyszyńskiej oraz na Śląsku przy polnej drodze, obok piaszczystych nieużytków zarastających młodą sosną z domieszkami innych drzew.